# Ансфелден
Ансфелден град је у Аустрији, смештен у северном делу државе, јужно од већег града Линца. Значајан је град у покрајини Горњој Аустрији, у оквиру округа Линц-Земља.
Ансфелден се налази близу Линца, па овај некада засебан градић последњих деценија прерастао у његово предграђе.

## Природне одлике
Ансфелден се налази у северном делу Аустрије, на 12 км јужно од Линца. Од главног града Беча, град је удаљен 200 km западно.
Град се образовао у долини реке Траун. Надморска висина града је око 290 m. Градска околина је брежуљкаста и позната по виноградима.

## Становништво
| 1971.  | 1981.  | 1991.  | 2001.  | 2011.  |
| ------ | ------ | ------ | ------ | ------ |
| 11.074 | 13.324 | 14.636 | 14.789 | 15.673 |

По процени из 2016. у граду је живело 16044 становника. Последњих деценија број градског становништва се значајно повећава услед ширења градског подручја Линца.

## Привреда
Град је познат по индустрији папира. Последњих деценија на ободу града изграђено је више тржних центара.

## Галерија
- Поглед на град са ауто-пута
- Тржни центар „Хејд"
- Индустрија папира
- Стамбено насеље